# Es war ein Edelweiss

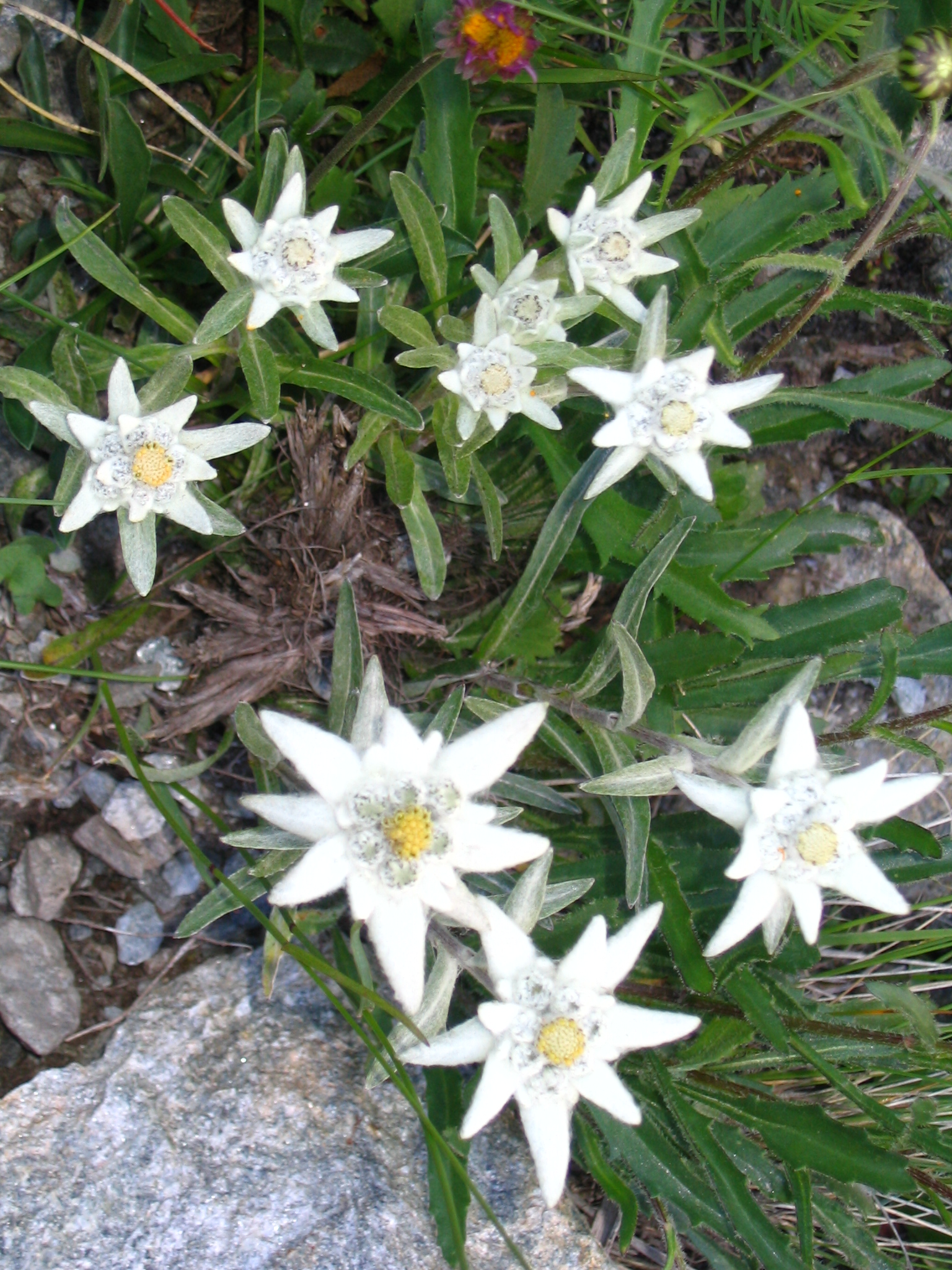
Edelweiss (Leontopodium Alpinum)

Es war ein Edelweiss (en español: "Era un Edelweiss") es una marcha, con música y letra compuesta por Herms Niel en 1941 para el Ejército alemán.